# Wyspa Książęca

Flaga Wyspy Książęcej

Wyspa Książęca (port. Ilha do Príncipe) – wyspa wulkaniczna na Oceanie Atlantyckim, w Zatoce Gwinejskiej, mniejsza z dwóch głównych wysp Wysp Świętego Tomasza i Książęcej. Wyspa stanowi jednocześnie jedną z dwóch prowincji kraju oraz jeden z siedmiu dystryktów o nazwie Pagué. Powierzchnia wyspy wynosi 136 km², a zamieszkuje ją 8420 osób (2018).
Najwyższym szczytem na wyspie jest Pico de Príncipe – 948 m n.p.m. Porastający go las objęty jest ochroną w Parque Natural Obô do Príncipe. Północna i środkowa część wyspy zajęte są przez plantacje, uprawia się tutaj kawę, kakaowiec, palmę kokosową.
Jedynym osiedlem miejskim jest Santo António (2620 mieszkańców – 2012), ponadto znajduje się tu kilka mniejszych wiosek, takich jak Sundy czy Porto Real.
W 2012 r. utworzono tu Rezerwat Biosfery Wyspy Książęcej.
Podczas całkowitego zaćmienia Słońca 29 maja 1919 ekspedycja naukowa pod kierownictwem Arthura Eddingtona wykonała na Wyspie Książęcej obserwacje, pozwalające po raz pierwszy zmierzyć grawitacyjne zakrzywienie promieni światła w pobliżu Słońca, co stanowiło pierwsze eksperymentalne potwierdzenie ogólnej teorii względności Alberta Einsteina.